# SAHV-3
Il SAHV-3 (South Africa High Velocity) è un missile terra-aria a corto raggio ed alta velocità sviluppato dalla sudafricana Kentron, ora Denel Aerospace Systems. Il missile utilizza la guida su fascio radar ed inizialmente è nato per la difesa delle unità navali. È stato poi proposto come SAHV-IR in varianti con in aggiunta un sistema di guida all'infrarosso per impiego aria-aria.
Il missile è nato nel 1987 come sostituto del Thomson-Houston Crotale, un missile prodotto in Francia su requisito sudafricano e progettato per l'impiego navale a difesa delle unità, grazie alla capacità di intercettare aerei, elicotteri, missili antinave a bassa quota e munizioni intelligenti. Il SAHV-3 mantiene fondamentalmente la parte motoristica del Crotale e quindi le prestazioni di velocità e portata, mentre il sistema radar è stato migliorato.